# Mordellina curticauda
Mordellina curticauda est une espèce de coléoptère du genre Mordellina. Elle est décrite en 1967 par Ermisch.